# Johann Philipp Franz von Schönborn
Johann Philipp Franz von Schönborn (Würzburg, 15 febbraio 1673 – Bad Mergentheim, 18 agosto 1724) fu principe-vescovo di Würzburg dal 1719 alla morte.

## Biografia
Era il figlio maggiore di Melchior Friedrich von Schönborn-Buchheim, Ministro di Stato di Magonza ed era nipote del principe-arcivescovo Lothar Franz von Schönborn. I suoi fratelli minori, furono entrambi principi-vescovi (Friedrich Karl von Schönborn, Hugo Damian von Schönborn e Franz Georg von Schönborn). A partire dal 1681 frequentò la Scuola Superiore gesuita di Aschaffenburg e studiò sino al 1693 a Würzburg, Magonza e a Roma.
Fece le prime esperienze diplomatiche in Inghilterra, nei Paesi Bassi e in Francia, dove riportò le proprie impressioni sulla Reggia di Versailles, che lo colpì in modo particolare. Nel 1699 entrò a far parte del capitolo della cattedrale e venne scelto nel 1719 come principe-vescovo successore. Quest'onore gli venne concesso quasi certamente per influenza del potente zio Lothar Franz von Schönborn, che aveva già favorito suo fratello minore Friedrich Karl. Egli, comunque, non mancò di criticare lo stile di governo del nipote, che era odiato dalla popolazione e che governava senza preoccuparsi degli eventi futuri.
Il drastico aumento delle tasse e l'inizio della costruzione della nuova residenza dei vescovi di Würzburg nel 1720 procurarono grandi dispiaceri alla cittadinanza e alle casse del vescovato.
Personalmente si occupò della formazione della nuova manodopera e della navigazione sul fiume Meno.
Fece erigere all'interno del duomo di Würzburg la cappella che porta il suo nome e che fu disegnata dall'architetto tedesco Johann Balthasar Neumann.
La sua morte, avvenuta il 18 agosto 1724, rimane avvolta nel mistero: pare si fosse sentito male dopo una partita di caccia, ma si parlò all'epoca di avvelenamento.

## Genealogia episcopale
La genealogia episcopale è:
- Cardinale Guillaume d'Estouteville, O.S.B.Clun.
- Papa Sisto IV
- Papa Giulio II
- Cardinale Raffaele Riario
- Papa Leone X
- Papa Clemente VII
- Cardinale Antonio Sanseverino, O.S.Io.Hieros.
- Cardinale Giovanni Michele Saraceni
- Papa Pio V
- Cardinale Innico d'Avalos d'Aragona, O.S.Iacobi
- Cardinale Scipione Gonzaga
- Patriarca Fabio Biondi
- Papa Urbano VIII
- Cardinale Cosimo de Torres
- Cardinale Francesco Maria Brancaccio
- Vescovo Miguel Juan Balaguer Camarasa, O.S.Io.Hieros.
- Papa Alessandro VII
- Arcivescovo Massimiliano Enrico di Baviera
- Vescovo Johann Heinrich von Anethan
- Arcivescovo Anselm Franz von Ingelheim
- Vescovo Matthias Starck
- Arcivescovo Lothar Franz von Schönborn
- Vescovo Johann Philipp Franz von Schönborn